# Arden
Arden er en stationsby i Himmerland med 2.610 indbyggere  (2024). Byen ligger i Mariagerfjord Kommune og hører til Region Nordjylland. Byen ligger i den sydlige ende af Rold Skov. Arden er beliggende i et naturrigt område med moser og skov-områder, hvilket byen også bærer præg af.
Indtil 2007 var Arden hovedby i den nu nedlagte Arden Kommune. Arden er nu hovedby i den nordlige del af Mariagerfjord Kommune, og er sammen med Hobro, Hadsund og Mariager udpeget som Mariagerfjord Kommunes hovedbyer. Det sker på baggrund af en forventning om, at den største del af bosætningen og befolkningsudviklingen vil ske i disse byer.
Der findes to kirker i Arden. Arden Kirke som ligger inde i selve byen og Storarden Kirke, som ligger cirka to kilometer mod øst i landsbyen Store Arden. Begge kirker er beliggende i Arden Sogn.
Arden har en række butikker, supermarkeder, banker m.m. Der findes også en folkeskole, og Arden-Hallerne med blandt andet to idrætshaller og en svømmehal. Der går jævnligt tog og busser til og fra byen.

## Historie
Arden Stationsby opstod omkring trinbrættet Hesselholt ved anlæggelse af den jyske længdebane op gennem Jylland i 1869 på strækningen fra Randers til Aalborg. De oprindelige landsbyer i omegnen var Hesselholt lidt vest for stationen, Store Arden noget øst for stationen samt Lille Arden længere mod øst. Navnet Arden for stationsbyen opstod først senere, og på matrikelkort over byen eksisterer "Arden" slet ikke som benævnelse. Her er det dels "Store Arden" og "Hesselholt" der anvendes.
I 1875 beskrives byen således: "Store-Arden med Kirke, Skole og Jernbane-Station".
Omkring århundredeskiftet blev byen beskrevet således: "Arden Stationsby (Hesselholt) med Frimissionshus (opf. 1898), Gæstgiveri, Dampsavværk, Andelsmejeri, Jærnbane-, Telegraf- og Telefonstation samt Postekspedition".
Stationsbyen voksede hurtigt: en kro anlagdes, et andelsmejeri oprettedes 1887, missionshus 1898, telegrafstation, telefoncentral og postekspedition samt et dampsavværk, der i 1924 sysselsatte 50-60 personer. Byen fik skole, brugsforening, købmandshandler, en sparekasse i 1909, en bank i 1917, teknisk skole, stadion, lystanlæg, biograf, filialkirke i 1934, kommunekontor, alderdomshjem i 1957. I 1961 havde byen blandt andet en sodavandsfabrik, bogtrykkeri, teglværk, cementvarefabrik, maskinsnedkeri, savværk, emballagefabrik og maskinfabrik.
Arden havde 627 indbyggere i 1906, 717 i 1911 og 715 fordelt på 171 husstande i 1916.

### Mellemkrigstiden
Arden havde 704 indbyggere i 1921, 720 i 1925, 975 fordelt på 242 husstande i 1930, 1.171 fordelt på 331 husstande i 1935 og 1.068 indbyggere i 1940.
I 1930 var indbyggernes sysselsætning efter næringsveje således: 99 levede af landbrug m.m., 415 af industri og håndværk, 104 af handel og omsætning, 109 af transport m.m., 32 af tjenesteydelser, 80 ved husgerning, 104 var ude af erhverv og 32 havde ikke opgivet næringsvej.

### Efter 2. verdenskrig
Arden fortsatte sin byudvikling efter 2. verdenskrig: byen havde 1.341 indbyggere fordelt på 419 husstande i 1945, 1.389 i 1950, 1.356 i 1955, 1.365 i 1960 og 1353 indbyggere i 1965.

### Efter kommunalreformen 1970
Arden havde 1.618 indbyggere i 1976, 1.967 i 1981, 2.060 i 1986, 2.177 i 1989, 2.331 i 1996, 2.325 i 2000, 2.429 i 2004.

### Efter kommunalreformen 2007
Arden havde 2.425 indbyggere i 2008 og 2.450 indbyggere i 2015.

## Uddannelse
Arden Skole, indviet i 2018
Arden Skole er en folkeskole i Arden med klasser fra 0. til og med 9. klasse. Der går cirka 530 elever på skolen fordelt på hovedskolen og K-Klasserne.
Derudover har CKU, Himmerland (Center for Kommunikation og Undervisning) en afdeling i Arden.
CKU i Arden tilbyder en særligt tilrettelagt ungdomsuddannelse (STU), som er en 3-årig uddannelse for personer mellem 16-25 år, der ikke uden videre har mulighed for at tage en ordinær ungdomsuddannelse.
Indtil 2007 fandtes Arden Erhvervsskole, som blev grundlagt i 1982. Erhvervsskolen var en kommunalt støttet, selvejende skole.

## Kultur
Arden har et bibliotek, kulturhus, natur- og dyrepark, sportsklubber og årligt tilbagevendende kulturbegivenheder.
Af årlige kulturelle begivenheder som finder sted i byen har Arden bl.a. siden 2018 afholdt Arden Træskulpturfestival.
Arden er desuden hvert år hjemsted for Arden Digtfestival og har været det siden 2002.
Arden Kulturhus er byens kulturelle samlingssted og danner blandt andet ramme for koncerter, teaterforestillinger, udstillinger, foredrag, møder m.m.

## Sport
Der er for få eller ingen kildehenvisninger i dette afsnit, hvilket er et problem. Du kan hjælpe ved at angive troværdige kilder til de påstande, som fremføres.

Idrætsforeningen Jarl Arden er byens lokale sports og-idrætsforening. Klubben blev stiftet i 1902 og omfatter en bred række sportsafdelinger bl.a. fodbold, håndbold, badminton, svømning, volleyball, løb og armwrestling.
Idrætsforeningen holder til på adressen Hvarrevej 6, 9510 Arden og har hjemmebane i Arden-Hallerne og på Arden Stadion
- Foto af Arden-Hallerne
- Foto af Arden Stadion, tilskuerkapacitet 5.000 (kun ståpladser)

Af tidligere medlemmer af Jarl Arden og notable sportspersonligheder fra byen kan der nævnes bl.a:
- Anja Andersen har tidligere spillet for klubbens afdeling.
- Jacob Barrett Laursen har tidligere spillet for klubbens fodboldafdeling.
- Oliver Roberts, som er født og opvokset i Arden, vandt eSuperligaen 2023 med Esbjerg fB.